# Khaled Mohamed Saeed
Khaled Mohamed Saeed (em árabe: خالد محمد سعيد) (nascido em 27 de janeiro de 1982 — 6 de junho de 2010) foi um jovem egípcio que morreu em estranhas circunstâncias em Sidi Gaber, em Alexandria, após ser preso pela polícia do país. Fotos de seu corpo desfigurado causaram indignação por todo o mundo; houve acusações de que ele foi espancado até a morte. Sua morte foi uma das causas da revolta que resultou na Revolução Egípcia de 2011.